# Wilhelm von Bossi-Fedrigotti

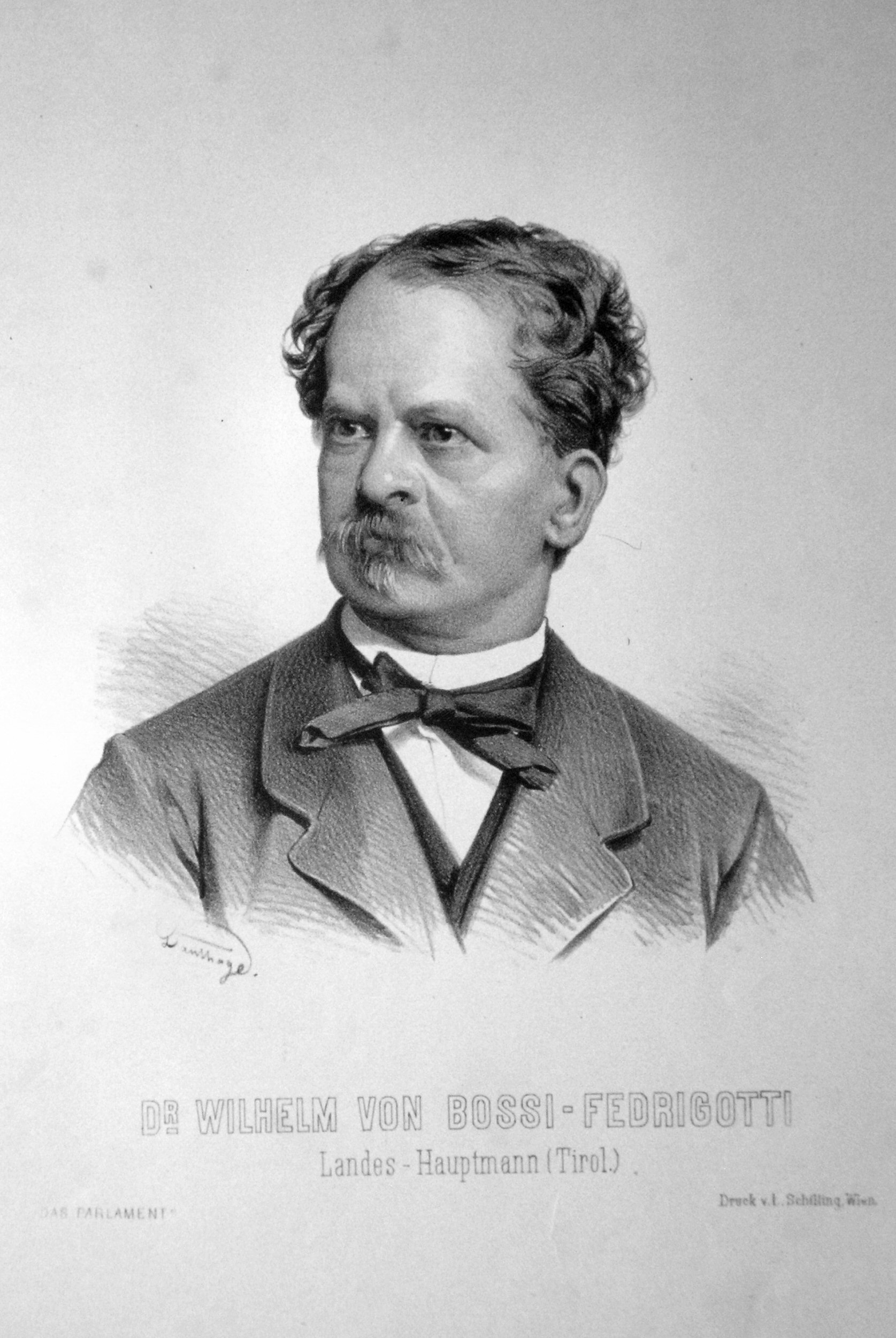
Wilhelm von Bossi-Fedrigotti, Lithographie von Adolf Dauthage, ca. 1880

Wilhelm von Bossi-Fedrigotti (* 1823 in Avio; † 26. April 1905 in Sach/Sacco) war ein österreichischer Jurist, Politiker und Landeshauptmann von Tirol (1877–1881).

## Leben
Nach einem Jurastudium trat Wilhelm von Bossi-Fedrigotti in den Justizdienst ein. 1853 wurde er Adjunkt der Tribunals in Bergamo, 1856 wurde er Staatsanwaltssubstitut in Verona und 1859 Staatsanwalt in Mantua. 1863 bis 1867 war er in dieser Funktion in Verona tätig. 1867 wurde er Rat am Kreisgericht in Rovereto und mit kaiserlicher Entschließung vom 13. September 1871 zum Oberlandesgerichtsrat in Innsbruck ernannt. Ebenfalls durch kaiserliche Entschließung vom 28. Juli 1875 wurde er zum Kreisgerichtspräsidenten in Trient befördert. 
Im Jahr 1868 war er vom Landgemeindenbezirk Cavalese in den Landtag gewählt worden. Von 1870 bis 1889 vertrat er den adligen Großgrundbesitz im Landtag. Von 1873 bis 1877 war er Landeshauptmannstellvertreter. Am 11. April 1877 wurde er Landeshauptmann; dieses Amt behielt er bis zum 8. Juli 1881. 
Bossi-Fedrigotti war zwar als Liberaler in den Landtag gewählt, verfolgte aber eine gemäßigte Linie, die auch bei der konservativen Landtagsmehrheit auf Anerkennung stieß. Er setzte sich sehr für patriotische und religiöse Belange ein.
Nach seinem Rücktritt übernahm er erneut die Leitung des Kreisgerichts Trient. Am 23. Februar 1884 erfolgte seine Versetzung in den Ruhestand. Durch den Kaiser erhielt er mehrere Auszeichnungen: 1878 erhielt er den Titel eines Hofrates und 1881 den Orden der Eisernen Krone II. Klasse. In der Folge wurde er auch in den Freiherrenstand erhoben. Nach seiner Pensionierung lebte Bossi-Fedrigotti bis zu seinem Tod sehr zurückgezogen auf seinem Landgut in Sach (Sacco) bei Rovereto.
Wilhelm Bossi-Fedrigotti war zweimal verheiratet, in erster Ehe mit Johanna von Klebelsberg (* 1843 in Bruneck; † 1876 in Trient) und in zweiter Ehe mit Paola Freiherrin von Riccabona. Aus erster Ehe entstammte ein Sohn, Nikolaus Freiherr von Bossi-Fedrigotti (* 1870 in Sacco; † 1948 in Branzoll), und aus zweiter Ehe die Baronessen Luigina und Theresina Bossi-Fedrigotti.